# シロハラトウゾクカモメ

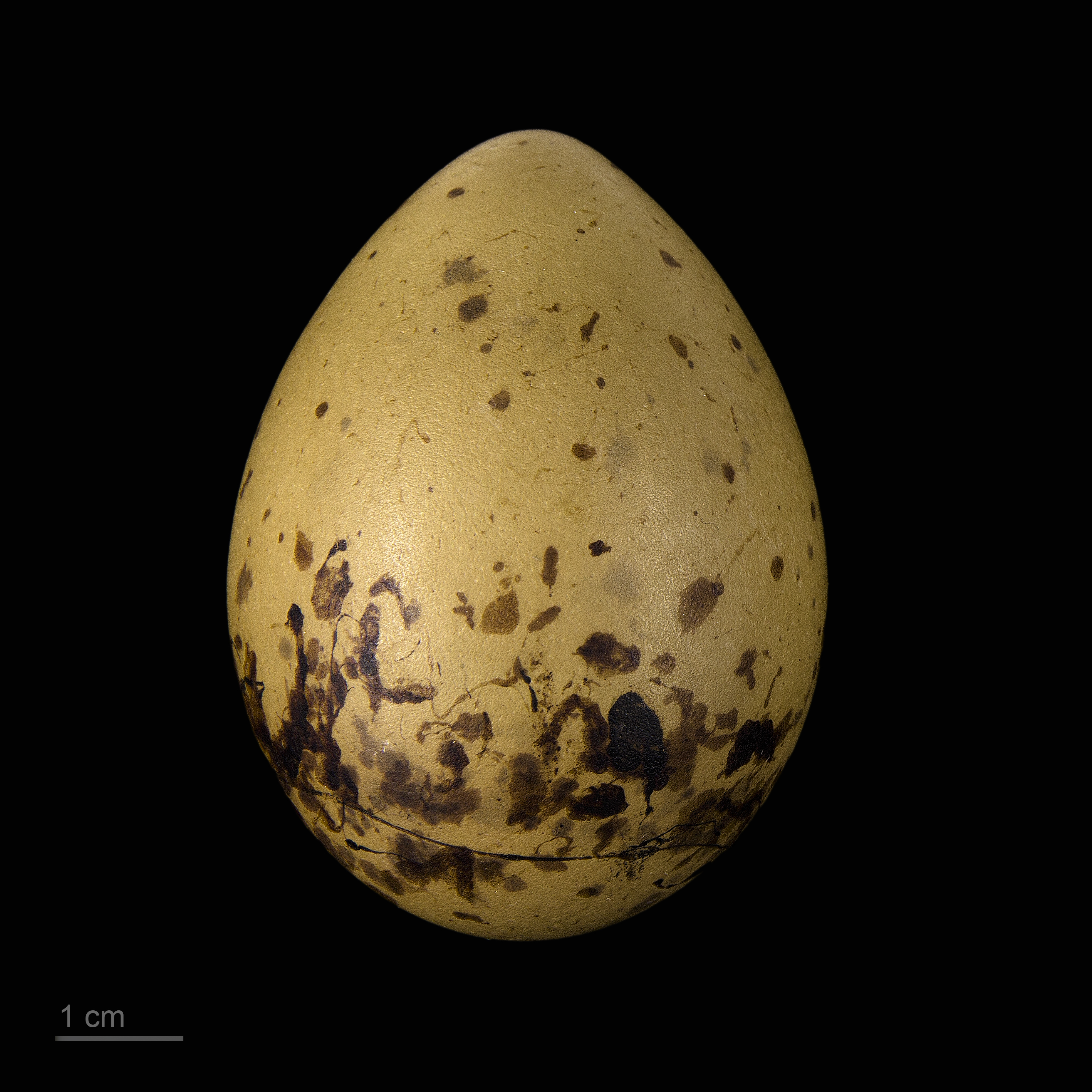
Stercorarius longicaudus

シロハラトウゾクカモメ（白腹盗賊鴎、学名：Stercorarius longicaudus）は、チドリ目トウゾクカモメ科に分類される鳥類の一種である。
名前の由来は、白い腹部より。

## 分布
ユーラシア大陸から北アメリカ大陸の北極圏で繁殖する。非繁殖期は南下し、南緯50度付近まで至る。
日本では旅鳥として、主に3月から6月頃に太平洋側の海上で観察される。それ以外の季節でも、稀に海上で観察されることがある。

## 形態
全長約48~53cm、翼開長約111cm。体重225~350g。トウゾクカモメやクロトウゾクカモメと似ているが、胴体はさらに小さい。
中央尾羽の2枚が長く突出しており、先は尖っている。

## 生態
非繁殖期は洋上で生活する。
他の水鳥や海鳥の獲物を空中で奪い取る習性があるが、他のトウゾクカモメ類に比べると自分で魚類を捕食することが多い。